# Člověk davový
Člověk davový je označení jednotlivce, který je součástí skupiny klasifikované jako dav (dle referencí francouzského sociologa z konce 19. století Gustava le Bona).

## Gustave le Bon
Gustave le Bon (7. května 1841, Nogent-le-Rotrou – 13. prosince 1931, Marnes-la-Coquette) byl francouzský lékař, antropolog, sociální psycholog a sociolog. Vystudoval medicínu na Université de Paris a již v mládí publikoval lékařské články a studie. V průběhu francouzsko-pruské války byl vojenským lékařem a po porážce Francie procestoval Evropu, Orient a Indii, kterým věnoval několik svých publikací a zahájil tak své studium moderní společnosti (Arabské civilizace, 1884; Indické civilizace, 1887; První civilizace, 1888-1889; Památky Indie, 1891). V roce 1895 vydal své nejznámější dílo Psychologie davů (v originále Psychologie des Foules), ve kterém se zabývá davem a jeho chováním (mimo jiné například v průběhu Velké francouzské revoluce) a zařadil se tak vedle Sigmunda Freuda, Rudolfa Wirchowa či Williama McDougalla mezi autory, kteří se zabývali touto problematikou.

## Původ člověka masového
Gustave le Bon tvrdí, že již v 19. století začínají ve větší míře pronikat lidové třídy do politického života. Zrození davů začalo šířením idejí, které se postupně ujímaly v duších jednotlivců a pokračovalo sdružováním a následnou formulací dalších idejí a utvářením názorů, i když ne správných, zato velmi určitých. Původ tohoto fenoménu – fenoménu davu – nachází Gustav le Bon ve dvou hlavních faktorech. Prvním je rozvrat náboženských, politických a sociálních názorů, z nichž pramení všechny prvky naší civilizace. Druhým je vznik úplně nových existenčních a myšlenkových podmínek, vyvolaných moderními objevy přírodních věd a průmyslu. Ve své teorii rovněž uvádí, že dochází k přesunu těžiště moci – od svrchovaných vládců k právě takovým skupinám, jakými jsou davy. To vede k postupné destabilizaci zavedených politických režimů a nástupu věku davů.

## Charakterizace davu
Dav v běžném slova smyslu znamená jakékoliv dočasné shromáždění více jedinců, které spojuje společný prostor. V sociologii je dav druhem sociálního agregátu, tedy sociálního útvaru, nikoliv skupiny. Z psychologického hlediska, kterým se zabývá Gustav le Bon musí takové shromáždění získat určité, a jenom takové, vlastnosti. V případě, že je splní, ztrácí jednotlivci osobnost a dav nabývá nových vlastností, zcela odlišných od vlastností jedinců, kteří dav tvoří. Přesné vlastnosti a kategorizace davů nabízí tento článek

## Jednotlivec v davu (Člověk davový)
Každý jeden jednotlivec, který je součástí (psychologického) davu, podle Gustava le Bona ztrácí svou osobnost a jeho city a myšlenky jsou směřovány stejným směrem jako myšlenky zbytku davu. Příčiny ztráty identity a náhlé změny chování jsou Gustavem le Bonem vysvětleny pomocí nevědomých pohnutek, které jsou součástí života a lidské osobnosti. Rozdílnost lidí spočívá ve vědomých prvcích, plodech vzdělání a určité dědičnosti. Naopak právě v prvcích nevědomých nalézají jedinci často totožné pudy, vášně a city, nehledě na rozdíly mezi nimi. Jako příklad Gustav le Bon uvádí porovnání slavného matematika a jeho ševce; po stránce intelektuální (vědomý prvek) může být mezi nimi hluboká propast. Po stránce charakteru (nevědomý prvek) může být rozdíl zcela nepatrný, ne-li žádný. Nezáleží tedy na vzdělání, na zaměstnání, způsobu života, povaze, nezáleží ani na inteligenci nebo jakýchkoliv dalších odlišnostech – pokud jsou jednotlivci součástí davu, nabývají identity, kterou Gustav le Bon označuje jako kolektivní duši davu. Tato duše způsobuje, že jednotlivec může jednat naprosto odlišně, než by jednal, cítil a myslil, kdyby byl sám. Jedinec se tak stává součástí něčeho, co Gustav le Bon popisuje jako chvilkovou bytost, která se skládá z různorodých živlů.
Samotný stav jednotlivce přirovnává k hypnotizovanému. V davu totiž, jako součást velkého počtu podobně smýšlejících jedinců, nabývá jednotlivec pocitu nepřekonatelné moci, která mu umožňuje uvolnit pudy, které jsou jinak potlačovány. Navíc je v davu jedinec anonymní, tudíž nezodpovědný, což urychluje ztrátu zábran, které drží některé základní pudy. Kombinací sugesce, skupinového zájmu a emotivního působení tak vědomá osobnost mizí a převažuje osobnost nevědomá, ve které rovněž vzniká snaha přeměnit sugerované myšlenky davu bezprostředně v činy. V davu se jedinec stává bytostí pudovou, plný prudkosti, divokosti, nadšení a potlačené vášně a hrdinství primitivních bytostí, jak uvádí Gustav le Bon; stává se tak automatem, nemající vůli, která vede jeho činy - to jsou hlavní vlastnosti jedince v davu.

## Jednotlivec ve vůdčí roli (Vůdce davu)
Každý dav začne po určité chvíli podléhat autoritě určitého vůdce. Jeho vůle se stává jádrem, kolem kterého se formují a sjednocují názory davu a navíc poskytuje davu ideu směru a smyslu existence. Vůdce bývá zpočátku jedním z vedených, avšak ovládnut ideou do takové míry, že vše ostatní je pro něj klam a pověra. Vůdcové bývají také spíše muži činu, než myšlenky. Jsou málo prozíraví, podráždění, polo pomatení a nervózní, ochotní obětovat vše ostatní své ideji, kvůli smyslu, který v ní nachází. Jejich moc je despotická a díky své fanatičnosti velmi snadno vynucují poslušnost, ačkoli nemají nic, o co by mohli opřít svou autoritu. V případě, že takový vůdce dav opustí a není nahrazen, dav se rozpadá. Gustav le Bon dělí vůdce do dvou kategorií. V první kategorii se objevují vůdci energičtí, s pevnou, ale okamžitou vůlí – jsou bouřliví a uchvátí masy k náhlým akcím, bez ohledu na nebezpečí a přeměňují nováčky na hrdiny – například Spartakus nebo Garibaldi. Druhou skupinou jsou vůdci daleko vzácnější, s vůlí pevnou a zároveň trvalou, jejichž podnět je schopný překonat jak situace, v jakých se dostali do vedení, tak i jejich smrt. Do této kategorie řadí vůdce jako sv. Pavel, Mohamed nebo Kryštof Kolumbus.